# Tricentrus coreanus
Tricentrus coreanus är en insektsart som beskrevs av Kato 1940. Tricentrus coreanus ingår i släktet Tricentrus och familjen hornstritar. Inga underarter finns listade i Catalogue of Life.